# Northvolt
Northvolt AB és un desenvolupador i fabricant de bateries suec, especialitzat en tecnologia d'ions de liti per a vehicles elèctrics. Fundada el 2015 per dos antics executius de Tesla, va posar en funcionament la seva primera planta de fabricació a Skellefteå, Suècia el 2021 i ha anunciat plans per a cinc altres a Europa i Amèrica del Nord. La seu de Northvolt es troba a Estocolm.
El seu centre d'investigació i desenvolupament es troba a Västerås, Suècia.

## Història
La companyia va ser fundada com a SGF Energy el 2015 per sv (Peter Carlsson (entrepreneur)) (ara CEO) i Paolo Cerutti (ara COO) que treballaven a la cadena de subministrament i la planificació d'operacions a Tesla Motors abans d'això.
El 2017, la companyia va canviar el seu nom a Northvolt. Va ser fundada amb l'objectiu de proveir la indústria de l'automòbil amb bateries de vehicles elèctrics. El maig de 2019, el Banc Europeu d'Inversions va oferir un préstec de 3,5 mil milions de SEK (uns 350 € milions).
El juny del mateix any, empreses com BMW Group, Volkswagen Group, Goldman Sachs i Folksam van anunciar que invertirien en l'empresa. En total, les inversions van ascendir a mil milions $ EUA, emmarcat com una manera de desafiar el que es va informar com el domini de Tesla, Inc. i d'empreses asiàtiques com Toyota i Nissan al mercat de bateries de vehicles elèctrics. L'empresa va començar a construir una fàbrica de bateries a Skellefteå, Suècia, amb l'objectiu d'iniciar la producció de bateries de vehicles elèctrics el 2021. La primera bateria a Skellefteå es va muntar el desembre de 2021, i es preveu que la producció per a usos comercials comenci el 2022.
El 2019, Volkswagen i Northvolt van anunciar que es construiria una segona fàbrica a Salzgitter, Alemanya, amb l'objectiu d'iniciar la producció el 2023-2024. L'objectiu era començar la producció al 16 GWh i augmentar-lo fina 24 GWh. El maig de 2020, Volkswagen va anunciar que construiria la fàbrica principalment pel seu compte i invertiria 450 milions d'euros en la construcció. El 16 de juliol de 2020, es va anunciar que Northvolt i BMW havien signat un acord de 2 mil milions d'euros, perquè Northvolt lliuri bateries a partir del 2024.
El 30 de juliol de 2020, el Banc Europeu d'Inversions va concedir un préstec de 350 € milions a Northvolt amb el suport del programa InnovFin de la Unió Europea per construir una línia de demostració per a un nou tipus de bateria que va començar a produir a finals de 2019. Com a part del Pla d'Inversions per a Europa, Northvolt va rebre 350 milions de dòlars de préstec per a la seva fàbrica de Skellefteå del BEI, amb la garantia del Fons Europeu d'Inversions Estratègiques.
El lloc web de notícies EURACTIV va afirmar en un article que "Northvolt s'està construint ràpidament una reputació com l'empresa de referència de la UE per a bateries de producció pròpia". El mateix dia, es va anunciar que Northvolt havia rebut préstecs per un import d'1,6 mil milions de dòlars EUA d'un consorci de bancs comercials, fons de pensions i altres institucions financeres.
A finals de 2022, els projectes de la Gigafactory de Northvolt a Europa es van veure obligats a retardar o fins i tot cancel·lar-se a causa de l'escassetat de carbonat de liti, els llargs terminis de lliurament dels equips i un entorn inflacionista més ampli, a més d'un augment molt més fort dels preus de l'electricitat en comparació amb els Estats Units. El focus de Northvolt es va desplaçar així més cap a Amèrica del Nord. El 22 d'agost de 2023, Northvolt va recaptar 1.200 milions de dòlars enmig dels plans per obrir una planta de bateries al Canadà. El desembre de 2023, un informe provisional classificat descobert per Dagens Industri va mostrar que l'empresa va tenir un bon rendiment durant els primers nou mesos del 2023 amb una pèrdua neta d'uns 1.000 milions de dòlars (11.000 milions de SEK). El gener de 2024, Northvolt va recaptar altres 5.000 milions de dòlars mitjançant préstecs verds.